# 다르긴인

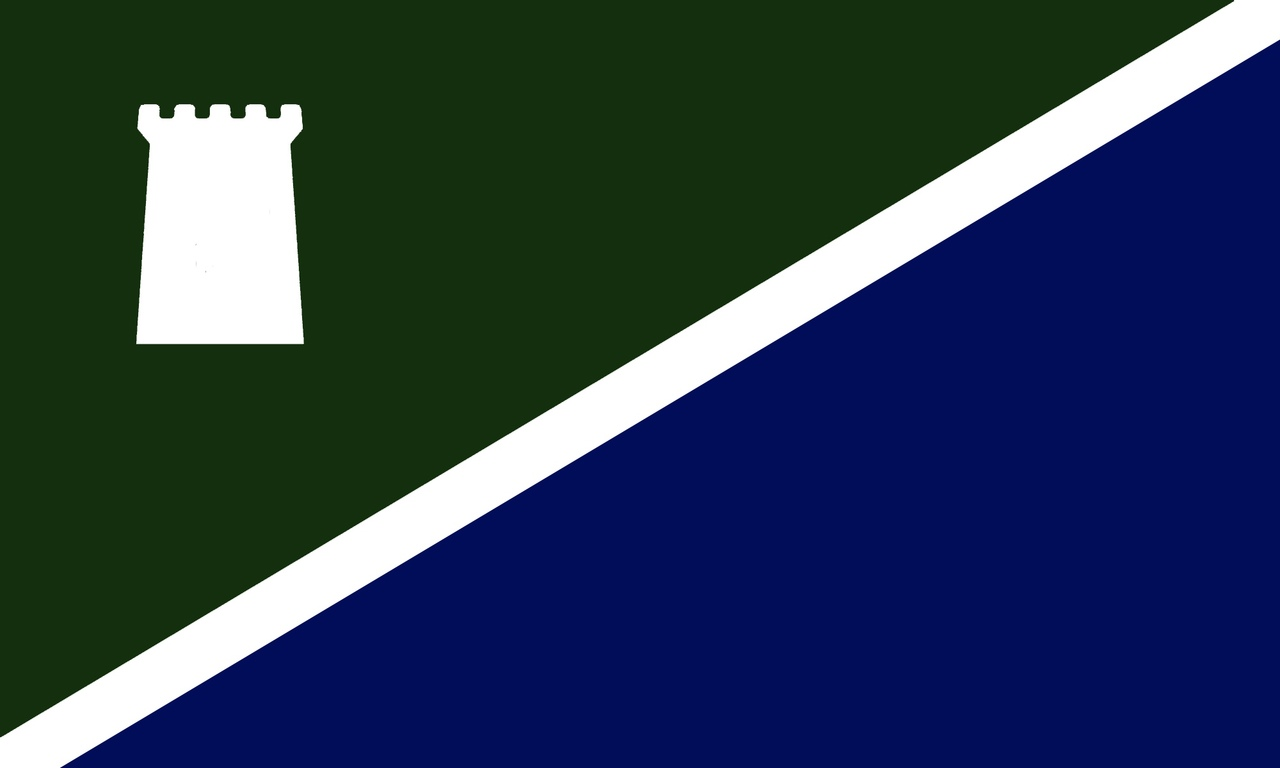
다르긴인의 기

다르긴인(다르기어: Дарганти, 러시아어: Дарги́нцы)은 다게스탄 공화국에 살고 있는 캅카스계 민족이다.
고유 언어인 북동캅카스어족의 다르기어를 사용한다. 오래 전부터 오늘날의 거주 지역에 살던 다게스탄의 원주민족으로서 인근의 체첸인, 아바르인 등과도 먼 친연 관계이다. 인구는 약 60만 명으로 추산되며 다게스탄 내에 그 중 425,526명이 거주하여 다게스탄에서 아바르인 다음의 제2민족이다. 종교는 대다수가 수니파 이슬람을 믿는다.